# Epaf
Epaf (grč. Επαφος) u grčkoj mitologiji kralj Egipta. Bio je sin Zeusa i Ije. Imao je ženu po imenu Memfida i kćeri Libiju i Lizijanasu. Smatran je osnivačem grada Memfisa. Bio je poznat kao vrlo ljubomoran čovjek.

## Etimologija
Epafovo ime je grčka riječ epafos, što znači začet dodirom.

## Mitologija
Epaf je, kako mu i ime kaže, začet dodirom. Zeus je njegovoj majci, Iji prišao u vidu oblaka, kako bi je sakrio od svoje žene, Here. Tada je Epaf začet. Nakon dugih godina lutanja, Ija je, još uvijek u obliku junice, stigla u Egipat, gdje joj je Zeus vratio ljudsko obličje. Tada je, u papirusovom gustišu, nadomak Nila, rodila Epafa. Tamo je Ija štovana kao božica Hator, a udala se za egipatskog kralja Telegona. Njega je u vladavini Egiptom naslijedio Epaf.
Prema Herinom nalogu, njega su posvojili i odgojili Kureti. Ija ga je dugo tražila. Nakon mnogo godina, pronašla ga je u Siriji, nakon čega ga je Telegon posvojio. 
Jednom je prilikom Epafova ljubomora imala ozbiljne posljedice. Naime, Epaf nije mogao podnijeti da je Faetont, sin boga Sunca Helija, blistav i sjajan poput oca te ga je u svađi nazvao potomkom ništavnog smrtnika. To je Faetonta jako uvrijedilo, ali i natjeralo da posumnja te je otišao Heliju i ispitivao ga je li mu on sigurno otac. Helije ga je uvjeravao, ali Faetont se nije mogao smiriti, stoga se Helije zakleo presvetom rijekom Stiks da će mu kao dokaz ispuniti bilo koju želju.
Faetont je poželio da jedan dan vozi očeva kola. Helije se uplašio i počeo razuvjeravati Faetonta da to nije za smrtnike te da je neiskusan u kroćenju vatrenih i blistavih, krilatih konja koji vuku kočiju. No, Faetont se nije dao razuvjeriti te je, zbog zakletve, Helije morao ispuniti obećanje. Skinuo je svoju zlatnu krunu i ukratko mu objasnio kako upravljati kočijom.
Faetont je potjerao Helijeva kola, a krilati su konji osjetili da ih ne vodi poznata i čvrsta ruka te su skrenuli sa svoje svakodnevne putanje. Isprva su se podigli previsoko te se zemlja smrznula, a potom su se spuštali su se i padali sve niže, a od plamena su uzavrele rijeke, zemlja se sušila i pucala (nastajale su pustinje - Sahara), a šume su gorjele - čak su se i vrata Hada otvorila. Geja je zaprijetila Faetontu i pozvala Zeusa da spriječi uništenje zemlje. Zeus je poslao munju na Faetonta koji se srušio u bezdan, u rijeku Eridan, i umro, ali život na zemlji bio je spašen.